# Lamprosema sulpitialis
Lamprosema sulpitialis là một loài bướm đêm trong họ Crambidae.